# Tunb-Inseln
Die Tunb-Inseln (persisch تنب بزرگ و تنب کوچک, Tonb-e Bozorg va Tonb-e Kutschak, arabisch طنب الكبرى وطنب الصغرى Tunb al-kubrā wa-Tunb as-sughrā, DMG Ṭunb al-kubrā wa-Ṭunb aṣ-Ṣuġrā, engl. Greater and Lesser Tunbs, dt. Große und Kleine Tunb; طنب/Tonb bedeutet „hügeliger Ort“) sind zwei zwölf Kilometer voneinander entfernt liegende kleine Inseln im östlichen Persischen Golf, die derzeit faktisch als Teil der iranischen Provinz Hormozgan verwaltet werden. Sie werden von den Vereinigten Arabischen Emiraten als Territorium des Emirats Ra’s al-Chaima reklamiert.

## Geschichte
Die große Tunb entstand durch aufsteigende Salzdome; der Boden ist daher stark salzhaltig.
Laut mehreren Berichten von Seeleuten waren die Inseln Anfang des 19. Jahrhunderts unbewohnt. Auf der größten Insel lebten Antilopen, die von den britischen Schiffsbesatzungen gejagt wurden, die in Basidu auf der Insel Qeschm vor Anker lagen.
Im Gazetteer von 1908 wurde Tunb Island als Teil des Khaimah (Rās-al) District angeführt.
Die Inseln, die gemeinsam eine Fläche von 12,3 km² aufweisen, sind Gegenstand von Gebietsdisputen zwischen den Vereinigten Arabischen Emiraten und dem Iran. Der Iran hatte 1971, noch zu Zeiten des Schahs, die Tunb-Inseln militärisch besetzt. Es folgte die Errichtung von Marinestützpunkten zur Sicherung der Öltransporte durch die Straße von Hormus.

## Geographische Lage
Die Tunb-Inseln liegen am westlichen Zugang zur Straße von Hormus an deren tiefster Stelle; sie sind damit von strategischer Bedeutung für die Kontrolle des Schiffsverkehrs. 
Die Insel Tonb-e Bozorg (26° 15′ 45″ N, 55° 18′ 16″ O) hat eine Fläche von 10,8 km² (3,75 × 3,9 km) und ca. 450 Einwohner, die hauptsächlich vom Fischfang leben. Die höchste Erhebung ist 53 m ü. d. M. Sie ist etwa fünfmal so groß wie Tonb-e Kutschak.
Die annähernd dreieckige westlich von Tonb-e Bozorg tiefer im Persischen Golf gelegene Insel Tonb-e Kutschak (26° 14′ 28″ N, 55° 8′ 51″ O,
arabisch Tunb as-sughra, persisch: Dschazire-ye Tonb-e Kutschak) hat eine Fläche von ca. 1,5 km² und ist unbewohnt. Die höchste Erhebung ist 36 m über dem Meer.
Die Nachbarinsel Abu Musa befindet sich südlich dieser Inseln. Der nächste Ort an Land ist Bandar Lengeh (Iran) im Norden.